# مغيرية (الشوف)
مغيرية هي إحدى القرى اللبنانية من قرى قضاء الشوف في محافظة جبل لبنان.